# Hein L. W. Nelson
Hein Leopold Wilhelmus Nelson (* 10. Mai 1916 in Bremen; † 7. Januar 2008 in Arnhem) war ein niederländischer Latinist.

## Leben
Nelson besuchte das Gymnasium in Arnhem. Er studierte Altphilologie und unterrichtete zehn Jahre lang Latein am Gymnasium in Alphen am Rhein. 1947 wurde Nelson bei Hendrik Wagenvoort an der Universität Utrecht promoviert; 1953 wurde er dort Lektor. Von 1957 bis zu seiner Emeritierung 1984 war er als Nachfolger seines Doktorvaters ordentlicher Professor für Lateinische Sprache an der Universität Utrecht. 
Er beschäftigte sich mit der Geschichte des Römischen Rechts und war ein Experte der Institutiones Gai.

## Werke
- Ein Unterrichtsprogramm aus Neronischer Zeit : Dargest. auf Grund v. Petrons Satiricon c. 5. Amsterdam 1956.
- Überlieferung, Aufbau und Stil von Gai Institutiones (= Studia Gaiana. 6). Leiden: Brill 1981.
- mit Ulrich Manthe: Gai Institutiones III, 1–87: Intestaterbfolge und sonstige Arten von Gesamtnachfolge. Text und Kommentar (= Freiburger rechtsgeschichtliche Abhandlungen.; N.F., Bd. 15; = Studia Gaiana. 7). Berlin 1992, ISBN 3-428-07440-8.
- mit Ulrich Manthe: Gai Institutiones III, 88–181: die Kontraktsobligationen. Text und Kommentar (= Freiburger rechtsgeschichtliche Abhandlungen. N.F., Bd. 35; = Studia Gaiana. 8). Berlin 1999, ISBN 3-428-09883-8.
- mit Ulrich Manthe: Gai Institutiones III, 182–225: die Deliktsobligationen. Text und Kommentar (= Freiburger rechtsgeschichtliche Abhandlungen. N.F., Bd. 55; = Studia Gaiana. 9). Berlin 2007, ISBN 3-428-12508-8.